# Вайсглас, Иммануэль
Джеймс Иммануэль Вайсглас (нем. James Immanuel Weißglas, также Weissglas; 14 марта 1920, Черновицы, Буковина, Королевство Румыния — 28 мая 1979, Бухарест) — румынский поэт и переводчик; писал преимущественно на немецком языке.

## Биография
Родился в еврейской семье. Отец — историк-медиевист, доктор юриспруденции Исак Вайсглас, уроженец местечка Станешты; мать — Лола Вайсглас. В школьные годы занимался музыкой и иностранными языками с частными преподавателями. После школы работал библиотекарем. Поступил в университет на философский факультет, но вынужден был прервать обучение из-за войны.
Летом 1941 году, когда в Северную Буковину вошли румынские войска, семья Вайсглас была депортирована в Транснистрию, с лета 1942 года по весну 1944 года содержалась в различных лагерях (Каменный карьер, Ободовка, Балта). Иммануэль сумел помочь родным в каторжных работах, поэтому все они смогли вернуться из лагеря в Черновцы. По одной из версий, Вайсглас избежал депортации из румынского лагеря в немецкий, когда румынский офицер обнаружил, что он читает и ценит Аргези.
В 1945 году Вайсглас переехал в Бухарест. Работал музыкантом в театре, затем техническим секретарем и корректором в издательстве «Europolis». С 1948 года занимал различные должности в газете «România liberă», в том числе собирал архив вырезок из румынских газет, переводил статьи с немецкого, английского и французского языков, особенно после того, как газета подписалась на «Le Monde», «Le Figaro», «The Times» и «The New York Times».
Умер 25 августа 1979 года от опухоли мозга. Согласно завещанию, его прах был развеян над Чёрным морем.

### Творчество
В школе подружился с Паулем Целаном и Альфредом Гонгом; тогда же все трое начали писать стихи. Еще в школьные годы начал печататься: в бухарестском журнале «Viaţa romanească» появились его переводы из Тудора Аргези. В 1940 году опубликовал перевод поэмы «Лучафэрул» Михая Эминеску под заглавием «Гиперион». Также переводил на румынский стихи Рильке.
В послевоенные годы перевёл на румынский «Фауста» И. В. Гёте (1957, 1959; премия Румынской академии наук), произведения Франца Грильпарцера, Адальберта Штифтера, Лиона Фейхтвангера; переводы на румынский подписывал псевдонимом «Ион Иордан». Под своим именем публиковал переводы на немецкий румынских авторов – Василе Александри, Василе Войкулеску и др.
Первый сборник стихов, «Карьер на Буге», издал в 1947 году. Спустя 25 лет во многом под давлением друзей, в том числе Альфреда Китнера, издал второй сборник  – «Нобискруг» (согласно авторскому разъяснению, так в народе называют пристанище для душ по пути на тот свет), за который был удостоен премии Ассоциации румынских писателей. Стихотворение «Он» («Er»), опубликованное вне сборников в 1970 году, рассматривается как источник вдохновения «Фуги смерти» Пауля Целана. Небольшое по объему поэтическое наследие Вайсгласа собрано в посмертном издании (1994).